# Rain (Mortal Kombat)
Rain è un personaggio della serie di videogiochi Mortal Kombat.

## Storia
Rain compare per la prima volta in Ultimate Mortal Kombat 3 come un ninja di colore viola non molto diverso dagli altri. Secondo la sua storia, il padre di Rain era un generale Edeniano morto combattendo Shao Kahn. Crescendo, Rain si allenò nelle arti del combattimento e venne poi contattato da Shao Kahn, che gli diede la possibilità di unirsi al suo esercito o morire. Rain scelse di tradire la sua patria e di unirsi alle milizie di Shao Kahn. Durante l'invasione dell'Earthrealm egli incontra Kitana, la principessa di Edenia, che lo convince a combattere di nuovo per la sua patria. Rain decide dunque di tradire Shao Kahn, ma ciò che succede dopo è ignoto.
Rain ricompare in Mortal Kombat Armageddon. Durante la modalità Konquista, attacca Taven vicino al tempio Lin Kuei, rivelandogli di essere il suo fratellastro. Ciò riscrive in parte la storia di Rain: il suo vero padre è, quindi Argus, padre di Taven e Daegon. Questo conferisce a Rain, dunque, la caratteristica di essere un semi-dio. Nel suo finale, il ninja viola sconfigge Blaze e viene incoronato da Argus nuovo protettore di Edenia, ma anziché usare il suo potere per difenderla, lo usa per schiavizzarla, e purtroppo, Argus, essendo ora un anziano dio, non può far nulla per fermarlo.
Rain appare come DLC in Mortal Kombat IX.
In Mortal Kombat X Rain doveva essere un DLC, ma l'idea venne scartata. Lo stesso ninja fa la sua prima apparizione insieme a Mileena nel Capitolo 2 mentre cercano di attaccare Kotal. Nel Capitolo 6 Rain rivela il suo piano a D'Vorah. Rain appare anche nel finale di Tanya.
In Mortal Kombat 11 Rain appare come DLC del Kombat Pack 2 insieme a Mileena e Rambo. Nel suo finale arcade, Rain scopre la verità sulla sua storia e quella di sua madre Amara. Infatti Argus voleva far credere ad Amara che Rain fosse nato morto separando lui e Amara lasciandola morire per il dolore. Per questo motivo Rain ucciderà Argus e i suoi due figli Taven e Daegon lasciando in vita sua moglie Delia.

## Apparizioni
- Ultimate Mortal Kombat 3 (cameo)
- Mortal Kombat Trilogy
- Mortal Kombat Advance
- Mortal Kombat: Deception (cameo)
- Mortal Kombat: Armageddon
- Mortal Kombat IX (DLC)
- Mortal Kombat X (personaggio non-utilizzabile)
- Mortal Kombat 11 (DLC)
- Mortal Kombat 1